# Moorhead (Mississippi)
Moorhead (auch Moorehead genannt) ist eine kleine Stadt im Sunflower County des US-Bundesstaates Mississippi der Vereinigten Staaten. Bei der Volkszählung im Jahr 2020 betrug die Einwohnerzahl 1937.
Im Südwesten der Stadt befand sich ein Anfang des 20. Jahrhunderts durch einen Bluessong („Where the Southern cross the Dog“) bekannt gewordenes Eisenbahnkreuz: Die Strecke der Yazoo Delta Railroad („Yellow Dog“), 1903 von der Yazoo and Mississippi Valley Railroad der Illinois Central-Firmengruppe übernommen, traf hier auf die heute von der Columbus and Greenville Railway betriebene Bahnstrecke Columbus–Greenville der Southern Railway Company in Mississippi. Die Yellow Dog-Strecke wurde 1979 stillgelegt.

## Demografie
Die bei der Volkszählung im Jahr 2000 ermittelten 2573 Einwohner von Moorhead lebten in 688 Haushalten; darunter waren 520 Familien. Die Bevölkerungsdichte betrug 770 pro km². Im Ort wurden 720 Wohneinheiten erfasst. Unter der Bevölkerung waren 79,0 % Afroamerikaner, 20,4 % Weiße und 0,6 % von anderen Ethnien; 0,1 % gaben die Zugehörigkeit zu mehreren Ethnien an.
Die durchschnittliche Haushaltsgröße war 3,14, die durchschnittliche Familiengröße 3,67 Personen.
Die Bevölkerung verteilte sich auf 28,1 % unter 18 Jahren, 26,7 % von 18 bis 24 Jahren, 21,3 % von 25 bis 44 Jahren, 16,3 % von 45 bis 64 Jahren und 7,7 % von 65 Jahren oder älter. Der Median des Alters lag mit 22 Jahren deutlich unter dem USA-weiten Durchschnitt von 35 Jahren.
Der Median des Haushaltseinkommens betrug 20.401 $, der Median des Familieneinkommens 23.000 $. Das Prokopfeinkommen in Moorhead betrug 8631 $. Unter der Armutsgrenze lebten 38,0 % der Bevölkerung.

## Infrastruktur

### Bildung
Moorhead befindet sich im Schulsprengel Sunflower County Consolidated School District mit Hauptsitz in Indianola. Direkt in Moorhead befinden sich eine Elementary school und eine Middle school. 
Der Hauptcampus des Mississippi Delta Community College, eines Community Colleges des Bundesstaats, liegt in Moorhead.

## Persönlichkeiten
- Charley Booker (1925–1989), Bluessänger und -gitarrist
- Phil Bryant (* 1954), Politiker, Vizegouverneur und Gouverneur von Mississippi